# 奥孙

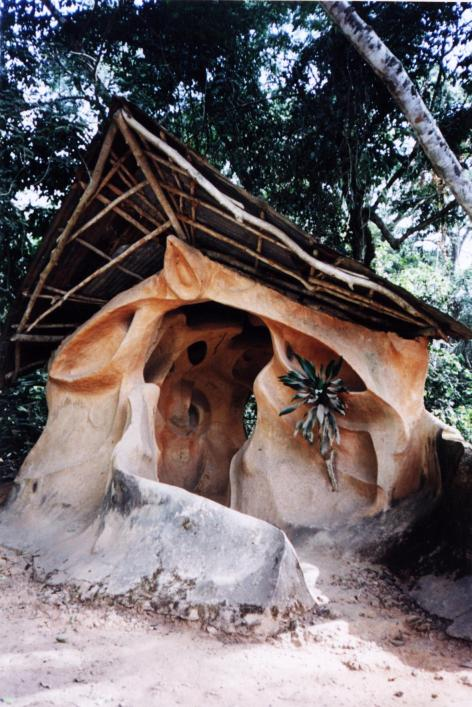
奥孙-奥索博神树林的奥孙神社

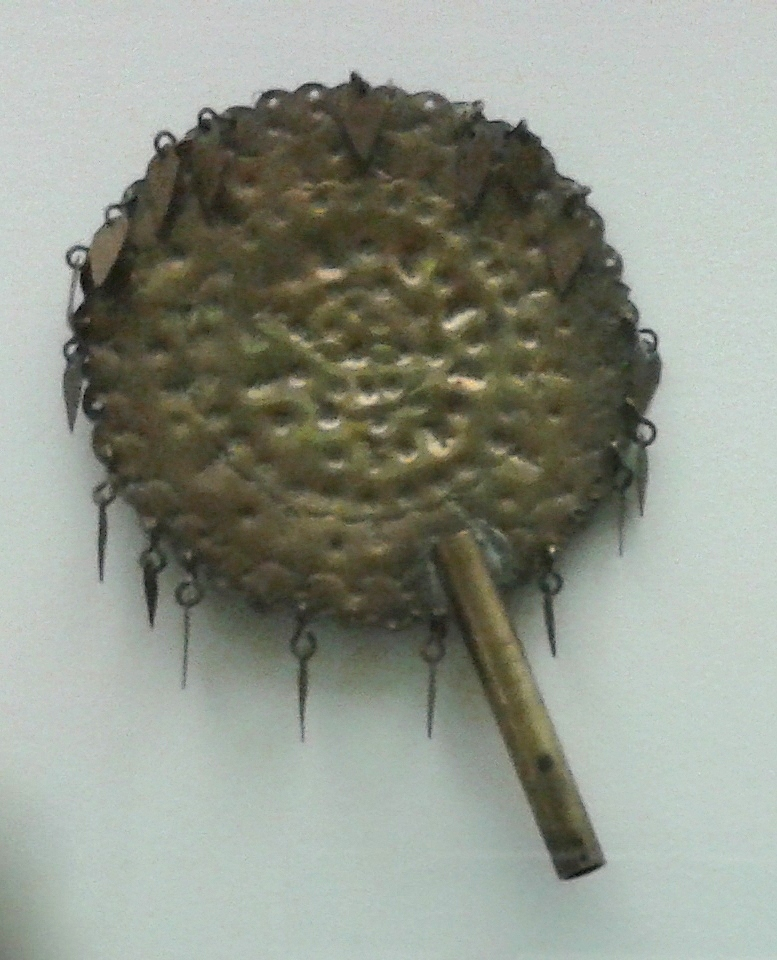
Abèbè，奥孙的仪式扇子

奥孙是Orisha、精神、神灵或女神，反映了伊法口头传统和西非约鲁巴宗教中约鲁巴至高无上的表现之一。她是最受欢迎和最受尊敬的Orisha之一。奥孙是约鲁巴人重要的河神。她是神性、女性气质、生育能力、美丽和爱的女神。  她与命运和占卜有关。 
在凡人奥孙的一生中，她担任奥约国王尚戈的王后。在她死后被神化之后，她作为同名原始神的一个方面被接纳到约鲁巴万神殿。
她是以她名字命名的尼日利亚奥孙河的守护神。这条河的源头在尼日利亚西部的埃基蒂州，流经奥索博市，奥孙-奥索博圣林是神的主要圣地。奥孙在 奥孙-奥索博节上受到祭祀，这是一个为期两周的年度节日，通常于8月在河岸的奥孙-奥索博神树林举行。  
奥孙是 401 位约鲁巴神之一。

## 传说中的奥孙
根据Ifa文学语料库，奥孙是Olodumare派来协助Shango创造世界的唯一女性Irunmole（原始精灵）。其他被派来的精灵开始工作，奥孙却被忽视了。奥孙去找她的对象Shango寻求指导。这个故事有两种说法。一种说法是，女精灵曾试图将事情掌握在自己手中，但她们所有的创造性尝试都失败了，因为她们没有与男精灵领袖一起行事。另一个与故事的开头更加一致说法，声称男性精灵试图让世界没有女性的影响，而这种排斥正是导致世界失败的原因。前一个说法似乎反映了父权制对Orisha叙事的影响，这种影响是随着亚伯拉罕宗教的影响而产生的，而第二个版本则更符合传统Orisha信仰，即尊重女性权力。两个故事的结尾都是香戈强迫另一只手像尊重奥森一样尊重他。通过她的牺牲，奥洛杜马雷，上帝赐予她奥里沙的力量。

## 真实中的奥孙
在奥孙还是凡人的时候，但据说有一天去了一个鼓节并爱上了Shango 。尽管在那一天，Shango 已与 Oba、Oya 和 Osun 结婚，尽管据说最后一位是他的最爱。  Ifa 文学语料库中的其他诗节说她还嫁给了奥伦米拉，后者后来成为智慧和占卜的奥里沙。
也有人说奥孙是第一个被称为伊亚洛德的女性。

## 仪式和仪式的颜色

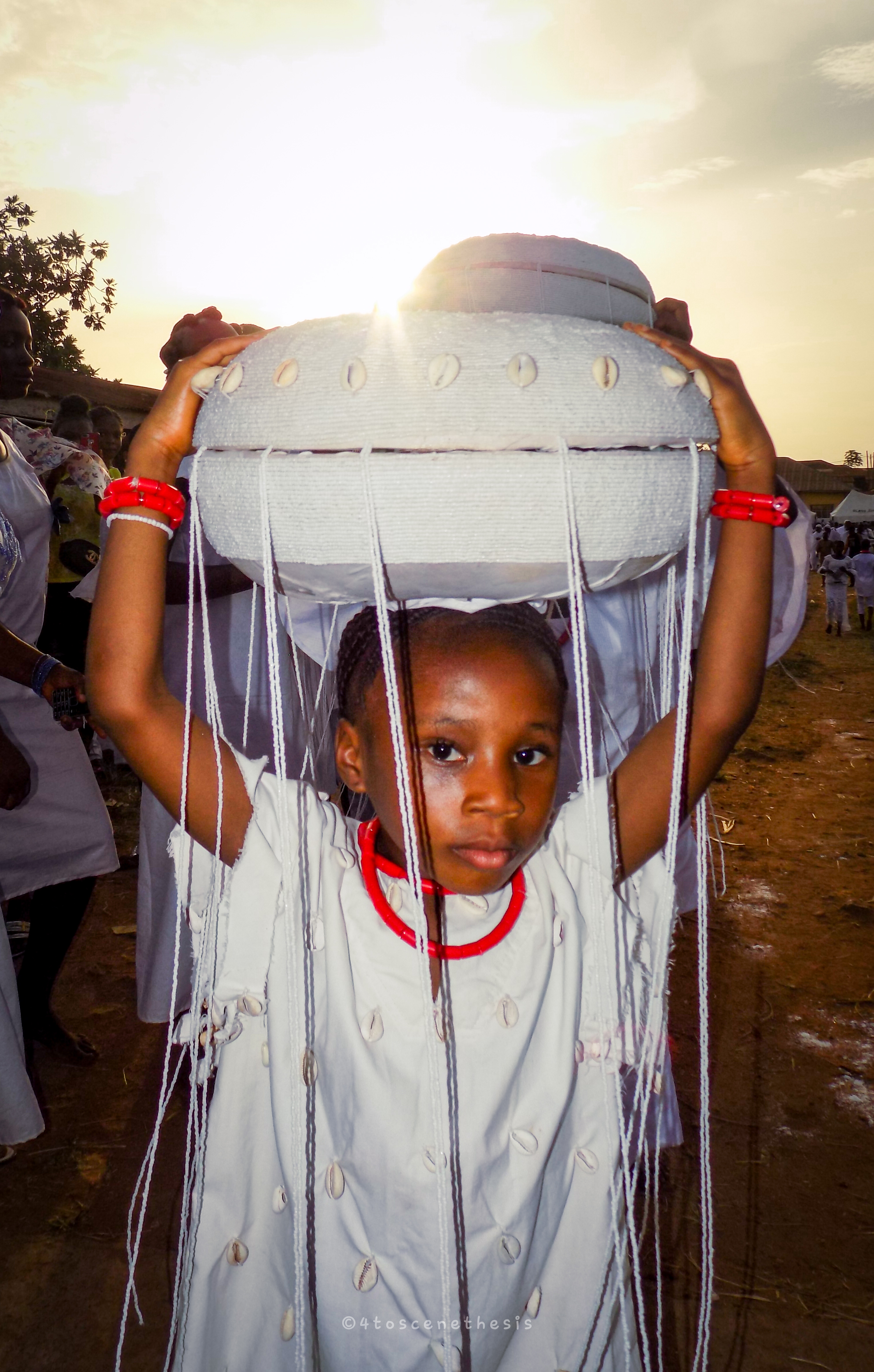
奥孙-奥索博节上阿鲁巴人的另一张照片

奥孙是河流的Orisha。她的信徒在河流、溪流和运河等淡水水域留下供品并举行仪式。她与白色、黄色、金色，有时甚至是珊瑚色有关。

## Abẹ̀bẹ̀
Abẹ̀bẹ̀是与奥孙最相关的仪式对象。 Abẹ̀bẹ̀是圆形的扇子。

## 巴西
奥孙是所有非洲裔巴西宗教中重视和崇拜的女性Orisha。她是河流和瀑布的淡水之源、财富和繁荣、爱和美丽的Orisha。追随者向奥孙寻求浪漫问题的帮助；奥孙还负责婚姻和其他关系。作为金融生活的主宰，她也被称为“黄金女神”。这曾经是指铜是当时最有价值的金属。奥孙在河流和瀑布中受到崇拜，但在矿泉水源附近则更为罕见。她是敏感的象征，通过哭泣来识别。 

### 坎东布雷
在Candomblé Bantu，奥孙被称为Nkisi Ndandalunda，生育和月亮女士。 Hongolo 和 Kisimbi 与 Osun 有相似之处，三者经常混淆。
在 Candomblé Ketu，奥孙是淡水之神；孕育和生育的守护神；并接受希望生育并在怀孕期间保护他们的妇女的祈祷。奥孙还保护小孩子，直到他们开始说话；她被她的信徒亲切地称为妈妈。 
在巴西与奥孙相关的植物芳香、甜美，通常呈黄色，反映了 Orisha 的品质。它们包括薄荷糖（唇形科）。奥孙与 folha-de-dez- réis ( Hydrocotyle cybelleta ) 相关，这是一种 pennywort 家族的植物。许多物种是亮黄色，反映了奥孙与黄金和财富的联系。她还与 folha-da-fortuna 或Kalanchoe pinnata相关联。 

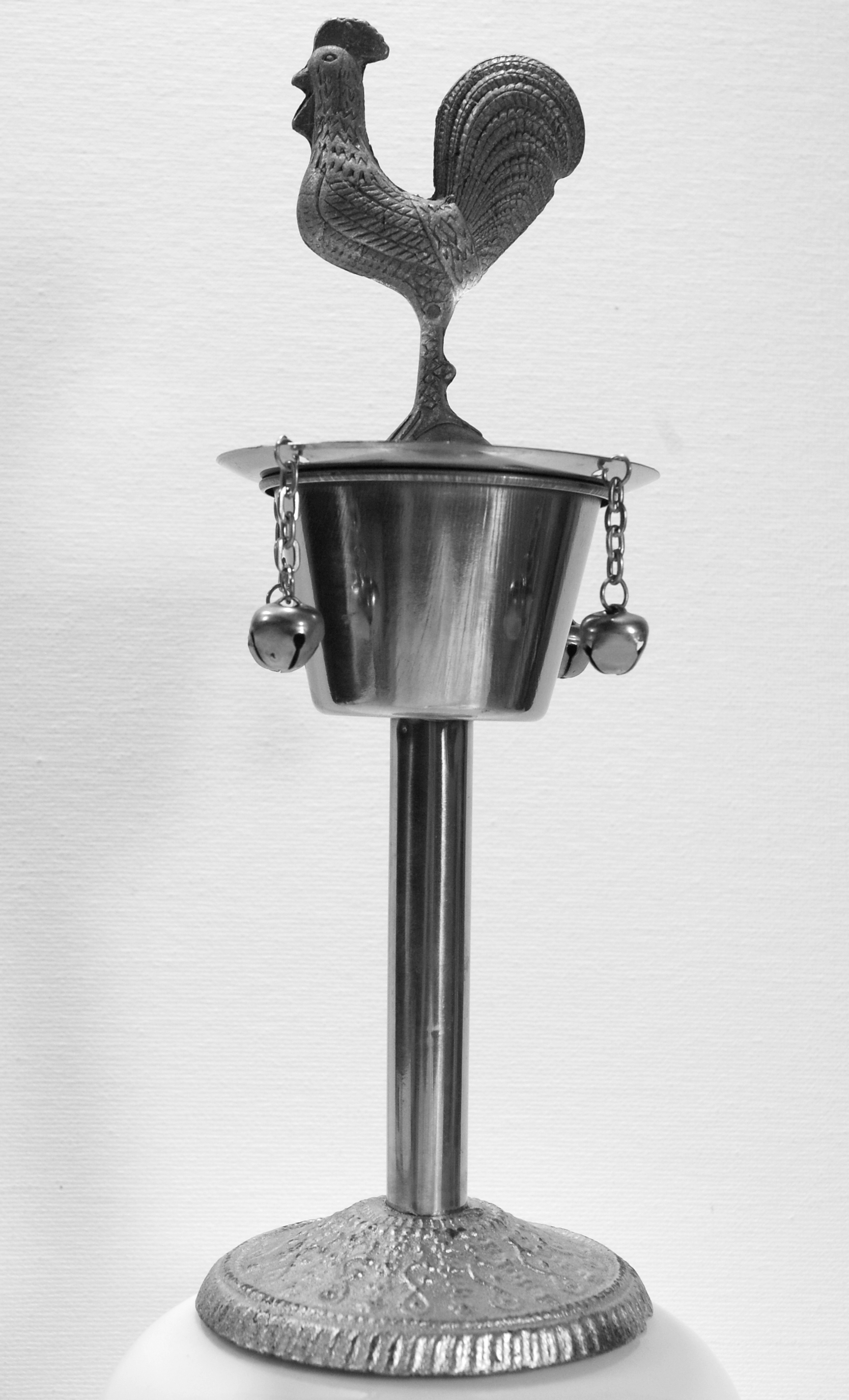
Osun 的铁质圣杯，是 Santería宗教中的 Los Guerreros（战士）之一。

Ozun是另一个不同于 Osun 的主要 Orisha ，后者在跨大西洋奴隶贸易期间由约鲁巴奴隶带来的加勒比（古巴、波多黎各和特立尼达）的 Santería宗教中也被称为“Oshun”和“Ochún”。虽然 Ozun 是与施洗约翰有关的男性化 Orisha，但 Ochún 与我们的慈善夫人融合。 

## Osun 小提琴

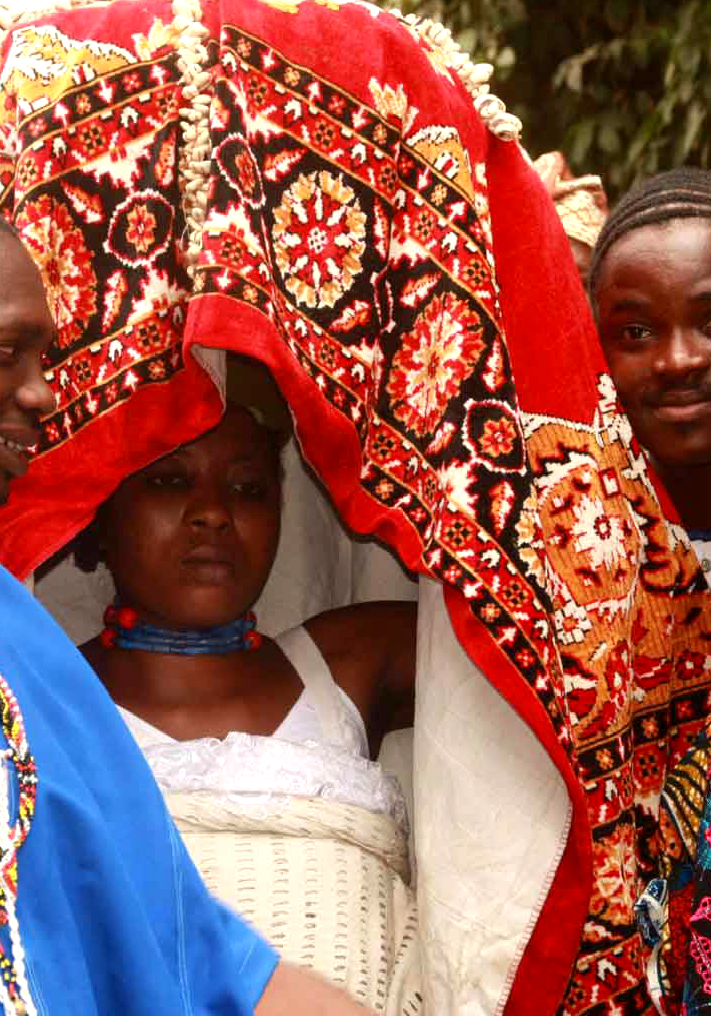
在 Osun-Osogbo 节上的 Arugba 照片

小提琴是雷格拉德奥恰为奥松表演的一种音乐仪式。它包括欧洲古典音乐和古巴流行音乐。 

## 延伸閲讀
- Ajiabde, G. Olusola. Negotiating Performance: Osun in the Verbal and Visual Metaphors, Bayreuth, Working Papers, 2005.
- Afolabi, Kayode. Osun Osogbo - Sacred People and Sacred Places, Charleston 2006.
- Badejo, Diedre, Oshun Seegesi: The Elegant Deity of Wealth, Power, and Femininity, Asmara 1996.
- De La Torre, Miguel A., "Dancing with Ochún: Imagining How a Black Goddess Became White," in Black Religion and Aesthetics: Religious Thought and Life in Africa and the African Diaspora, Anthony Pinn, ed., Cambridge University Press, pp. 113–134.
- Fakayode, Fayemi Fatunde, Osun: The Manly Woman, Athelia Henrietta Press 2004.
- Murphy, Joseph M.; Sanford, Mei-Mei. Osun Across the Waters: A Yoruba Goddess in African and the Americas. Bloomington: Indiana University Press, 2001.
- Probst, Peter, Osogbo and the Art of Heritage : Monuments, Deities, and Money （页面存档备份，存于）. Bloomington: Indiana University Press, 2011.
- Popoola, S. Solagbade, Ikunle Abiyamo: It is on Bent Knees that I gave Birth. Asefin Media Publication, 2007
- Akalatunde, Osunyemi, Ona Agbani: The Ancient Path: Understanding And Implementing The Ways Of Our Ancestors . Createspace, 2005
- Oshun The Poet, "Flow Like Oshun: Book of Haikus". Createspace, 2018

1. ↑  Matory, J. Lorand. . Berghahn Books. 2005  [21 June 2016]. ISBN 9781571813077. （原始内容存档于2021-08-16）.
2. ↑  Olupọna, Jacob O. K, and Terry Rey. Òrìşà Devotion As World Religion: The Globalization of Yorùbá Religious Culture.
3. ↑  [] A VIOLIN FOR OCHÚN-WITH REGGAETON!